# Íránský rijál
Íránský rijál (rial, riál, persky ریال ایران) je oficiální měna Islámské republiky Írán. Mezinárodní kód riálu je IRR. Emitentem je Ústřední banka Íránské islámské republiky, která rovněž dbá o stabilitu měny. Dílčí jednotkou (setinou) jsou dináry. Díky inflaci a jejich nízké kupní hodnotě se dináry nepoužívají.
V praxi se ale ceny většinou neudávají v riálech, nýbrž v „tůmánech“ (také toman). 1 tůmán je 10 riálů. Tůmány nejsou oficiálním platidlem, jde pouze o historický název měny. Někdy se ceny udávají také v jednotce „chomejní“, přičemž 1 chomejní je 1000 tůmánů, tedy 10 tisíc íránských riálů.

## Bankovky a mince
- Mince mají hodnoty 50, 100, 250, 500, 1000, 2000, 5000 rijálů.[2]
- Bankovky v oběhu mají nominální hodnoty 100, 200, 500, 1000, 2000, 5000, 10.000, 20.000, 50.000, 100.000 rijálů.[3] Dále existují papírové šeky na 500 000 rijálů.